# Ворен Бафет
Ворен Бафет (енгл. Warren Edward Buffett; Омаха, 30. август 1930) амерички је бизнисмен, инвеститор, филантроп и председник и главни извршни директор Беркшир Хатавеја. Бафет се сматра једним од најуспешнијих инвеститора на свету и има нето вредност од преко 119,3 милијарде америчких долара од децембра 2023. године, чинећи га петом најбогатијом особом на свету.
Бафет је рођен у Омахи у држави Небрасци. Интересовање за посао и инвестирање је развио у младости, да би на крају 1947. године ушао у школу Вартан на Универзитету у Пенсилванији пре него што се пребацио и дипломирао на Универзитету у Небрасци са 19. година. Наставио је да дипломира са Колумбус пословне школе, где је формирао његову инвестициону филозофију око концепта вредносног улагања коју је покренуо Бенџамин Грам. Похађао је Њујоршки институт за финансије како би се усредсредио на своје економско порекло и убрзо након тога започео је различита пословна партнерства, укључујући једно са Грамом. Отворио је Бафет Партнершип 1956. године и његова фирма је на крају стекла фирму за производњу текстила под именом Беркшир Хатавеј, узели су њено име и створили разноврсну холдинг компанију. 1978. године се Чарли Мангер придружио Бафету као потпредседник.
Бафет је био председник и највећи деоничар Беркшир Хатавеја од 1970. Глобални медији су га називали „Ораклом“ или „Мудрацем“ из Омахе. Он је познат по својој привржености вредном улагању и личној штедљивости упркос огромном богатству. Истраживање објављено на Универзитету у Оксфорду карактерише Бафетову методологију улагања припадником „оснивачког центризма“, дефинисаног поштовањем менаџера према менталитету оснивача, етичким настројењем према акционарском колективу и интензивним фокусом на стварању експоненцијалне вредности. У основи, концентрисане инвестиције Бафета штите менаџере од краткорочних притисака на тржишту.
Познат је као један од најутицајнијих пословних људи Америке чије мишљење о финансијама се доста уважава. Бил Гејтс је изјавио да је на његову одлуку да се повуче са чела Мајкрософта највише утицао управо Ворен Бафет. Познат је и по скромном начину живота и по ставу да се наслеђивање треба ограничити јер гуши предузетнички дух. Бафет је запажени филантроп, који се обавезао да ће 99 посто свог богатства дати за добротворне сврхе, првенствено путем Фондације Бил & Мелинда Гејтс. Он је основао Давање залога 2009. године са Билом Гејтсом, при чему се милијардери обавезују да ће поклонити бар половину свог богатства.